# Беньямін Вербич
Беньямін Вербич (словен. Benjamin Verbič, нар. 27 листопада 1993, Цельє, Словенія) — словенський футболіст, лівий вінгер клубу «Левадіакос» та збірної Словенії.

## Клубна кар'єра
У дорослому футболі дебютував 2010 року виступами за команду «Цельє» зі свого рідного міста, в якій за п'ять років зіграв понад сто матчів у чемпіонаті, а також тричі виходив у фінал Кубку Словенії, але жодного разу трофей здобути так і не зміг.
Влітку 2015 року перейшов до данського «Копенгагена». Відтоді встиг відіграти за столичну команду 69 матчів в національному чемпіонаті, ставши дворазовим чемпіоном Данії (2015/16, 2016/17) і дворазовим володарем Кубка Данії (2015/16, 2016/17).
23 грудня 2017 року підписав п'ятирічний контракт з «Динамо» (Київ). Словенське видання ekipa.svet24.si, з посиланням на власні джерела, повідомляло, що нападник клубу «Копенгаген» та національної збірної Словенії Бенджамін Вербич обійшовся київському «Динамо» в 4 мільйони євро. Підписавши контракт на п'ять років з «біло-синіми», Вербич буде отримувати один мільйон євро на рік з бонусами.
18 лютого 2018 року Вербич дебютував у Прем'єр-лізі в домашньому матчі проти донецького «Олімпіка» (1:0), вийшовши на заміну на 53-й хвилині замість Дерліса Гонсалеса. А вже 4 березня 2018 року під час матчу 22-го туру УПЛ проти луганської «Зорі» (3:2) Вербич на 54-й хвилині знову замінив Гонсалеса, а вже через чотири хвилини забив гол, замкнувши головою подачу Віктора Циганкова зліва. У 2018 році він був тричі визнаний гравцем місяця в Прем'єр-лізі — у травні, липні та серпні 2018 року.
У фіналі Кубка України 2020 року Вербич забив гол у ворота полтавської «Ворскли» (1:1), зрівнявши рахунок у матчі. Забивши потім свій пенальті у серії пенальті, Беньямін допоміг команді здобути цей трофей.

## Виступи за збірні
Протягом 2013—2014 років залучався до складу молодіжної збірної Словенії. На молодіжному рівні зіграв у 4 офіційних матчах, забив 1 гол.
30 березня 2015 року дебютував в офіційних матчах у складі національної збірної Словенії в товариській грі проти збірної Катару (0:1), вийшовши в стартовому складі і на 77-й хвилині був замінений на Андража Кірма. Дебютний гол за збірну забив 11 листопада 2016 року в рамках відбіркового турніру до чемпіонату світу 2018 року у ворота збірної Мальти (1:0).

## Статистика виступів

### Клубна
Станом на 27 липня 2022
| Сезон                   | Команда                 | Чемпіонат               | Чемпіонат | Чемпіонат | Кубок країни | Кубок країни | Кубок країни | Континентальні кубки | Континентальні кубки | Континентальні кубки | Інші змагання | Інші змагання | Інші змагання | Усього | Усього |
| Сезон                   | Команда                 | Ліга                    | Ігор      | Голів     | Ліга         | Ігор         | Голів        | Ліга                 | Ігор                 | Голів                | Ліга          | Ігор          | Голів         | Ігор   | Голів  |
| ----------------------- | ----------------------- | ----------------------- | --------- | --------- | ------------ | ------------ | ------------ | -------------------- | -------------------- | -------------------- | ------------- | ------------- | ------------- | ------ | ------ |
| 2010-11                 | «Цельє»                 | ПЛ                      | 1         | 0         | КС           | 0            | 0            | —                    | —                    | —                    | —             | —             | —             | 1      | 0      |
| 2011-12                 | «Цельє»                 | ПЛ                      | 12        | 1         | КС           | 3            | 2            | —                    | —                    | —                    | —             | —             | —             | 15     | 3      |
| 2012-13                 | «Цельє»                 | ПЛ                      | 26        | 3         | КС           | 6            | 3            | ЛЄ                   | 2                    | 0                    | —             | —             | —             | 34     | 6      |
| 2013-14                 | «Цельє»                 | ПЛ                      | 32        | 10        | КС           | 3            | 0            | ЛЄ                   | 2                    | 0                    | —             | —             | —             | 37     | 10     |
| 2014-15                 | «Цельє»                 | ПЛ                      | 32        | 15        | КС           | 7            | 1            | —                    | —                    | —                    | —             | —             | —             | 39     | 16     |
| Загалом за «Цельє»      | Загалом за «Цельє»      | Загалом за «Цельє»      | 103       | 29        |              | 19           | 6            |                      | 4                    | 0                    |               | —             | —             | 126    | 35     |
| 2012-13                 | «Шампіон»               | ДЛ                      | 3         | 0         | —            | —            | —            | —                    | —                    | —                    | —             | —             | —             | 3      | 0      |
| 2015-16                 | «Копенгаген»            | ДС                      | 26        | 3         | КД           | 2            | 0            | ЛЄ                   | 4                    | 2                    | —             | —             | —             | 6      | 0      |
| 2016-17                 | «Копенгаген»            | ДС                      | 27        | 6         | КД           | 3            | 0            | ЛЧ+ЛЄ                | 9+1                  | 0                    | —             | —             | —             | 6      | 0      |
| 2017-18                 | «Копенгаген»            | ДС                      | 16        | 7         | КД           | 0            | 0            | ЛЧ+ЛЄ                | 6+5                  | 1+3                  | —             | —             | —             | 6      | 0      |
| Загалом за «Копенгаген» | Загалом за «Копенгаген» | Загалом за «Копенгаген» | 69        | 16        |              | 5            | 0            |                      | 25                   | 6                    |               | —             | —             | 99     | 22     |
| 2017-18                 | «Динамо»                | УПЛ                     | 12        | 4         | КУ           | 2            | 1            | —                    | —                    | —                    | —             | —             | —             | 14     | 5      |
| 2018-19                 | «Динамо»                | УПЛ                     | 21        | 7         | КУ           | 1            | 0            | ЛЄ                   | 4+7                  | 2+3                  | СКУ           | 1             | 0             | 34     | 12     |
| 2019-20                 | «Динамо»                | УПЛ                     | 25        | 11        | КУ           | 4            | 1            | ЛЧ+ЛЄ                | 2+5                  | 0+2                  | СКУ           | 1             | 0             | 37     | 14     |
| 2020-21                 | «Динамо»                | УПЛ                     | 12        | 3         | КУ           | 0            | 0            | ЛЧ                   | 9                    | 0                    | СКУ           | 0             | 0             | 21     | 3      |
| 2021-22                 | «Динамо»                | УПЛ                     | 9         | 2         | КУ           | 1            | 1            | ЛЧ                   | 3                    | 0                    | СКУ           | 0             | 0             | 13     | 3      |
| 2022-23                 | «Динамо»                | УПЛ                     | 0         | 0         | КУ           | 0            | 0            | ЛЧ                   | 2                    | 0                    | СКУ           | 0             | 0             | 2      | 0      |
| Загалом за «Динамо»     | Загалом за «Динамо»     | Загалом за «Динамо»     | 79        | 27        |              | 8            | 3            |                      | 32                   | 7                    |               | 2             | 0             | 121    | 37     |
| 2021-22                 | «Легія»                 | ЕК                      | 7         | 0         | КП           | 1            | 0            | —                    | —                    | —                    | —             | —             | —             | 8      | 0      |
| Усього за кар'єру       | Усього за кар'єру       | Усього за кар'єру       | 261       | 72        |              | 33           | 9            |                      | 61                   | 13                   |               | 2             | 0             | 357    | 94     |

## Титули і досягнення

### «Копенгаген»
- Чемпіон Данії (2): 2015-16, 2016-17

- Володар Кубка Данії (2):2015-16, 2016-17

### «Динамо» (Київ)
- Чемпіон України (1): 2020/21
- Володар Кубка України: 2019/20
- Володар Суперкубка України (3): 2018, 2019, 2020